# Székelydályai református templom
A székelydályai református templom műemlékké nyilvánított templom Romániában, Hargita megyében. A romániai műemlékek jegyzékében a HR-II-a-A-12811 sorszámon szerepel.